# Meredosia
Meredosia is een plaats (village) in de Amerikaanse staat Illinois, en valt bestuurlijk gezien onder Morgan County.

## Demografie
Bij de volkstelling in 2000 werd het aantal inwoners vastgesteld op 1041. In 2006 is het aantal inwoners door het United States Census Bureau geschat op 992, een daling van 49 (-4,7%).

## Geografie
Volgens het United States Census Bureau beslaat de plaats een oppervlakte van 2,6 km², waarvan 2,4 km² land en 0,2 km² water. Meredosia ligt op ongeveer 138 m boven zeeniveau.

## Plaatsen in de nabije omgeving
De onderstaande figuur toont nabijgelegen plaatsen in een straal van 16 km rond Meredosia.

## Geboren
- Frank Skinner (1897-1968), componist